# Yorkville (Illinois)
Yorkville es una ciudad ubicada en el condado de Kendall en el estado estadounidense de Illinois. En el Censo de 2010 tenía una población de 16717 habitantes y una densidad poblacional de 339 personas por km².

## Geografía
Yorkville se encuentra ubicada en las coordenadas 41°39′57″N 88°26′31″O / 41.66583, -88.44194. 

## Demografía
Según la Oficina del Censo en 2000 los ingresos medios por hogar en la localidad eran de $60,39, y los ingresos medios por familia eran $67,52. Los hombres tenían unos ingresos medios de $49,12 frente a los $30,97 para las mujeres. La renta per cápita para la localidad era de $24,51. Alrededor del 1,4% de la población estaban por debajo del umbral de pobreza.